# Янке, Курт (разведчик)
Курт Янке (нем. Kurt Jahnke; псевдонимы Корт Бодер, Хосе Итурбер, Курт Янсен; 17 февраля 1882, Гнезен 22 апреля 1950, Москва, СССР) — немецкий разведчик.

## Биография
В 1899 году Янке эмигрировал в США и получил американское гражданство. В 1909 году в Детройте он поступил на службу в Корпус морской пехоты США и служил на Филиппинах. По некоторым сведениям, он одновременно работал на детективное агентство Пинкертона, пограничную службу США и секретные службы. По всей вероятности, в связи с работой на пограничную службу был связан с контрабандой опиума и сигарет. Шелленберг указывает в своих мемуарах, что Янке удалось сколотить небольшое состояние, организовав отправку тел умерших в США китайцев на родину в герметично закрытых цинковых гробах.
Незадолго до начала Первой мировой войны генеральный консул Германии в Сан-Франциско завербовал Янке в качестве агента. По заданию командования военно-морского флота Германии Янке провёл на западном побережье США несколько разведывательных операций и акций саботажа, призванных помешать США, в то время нейтральной державе, оказать поддержку Антанте оружием и поставками. Опираясь на американских ирландцев, стремившихся подорвать военную мощь Великобритании в своей борьбе за независимость Ирландии, Янке организовал, в частности, акции саботажа на британских торговых и транспортных судах. В этом же ключе он пытался провоцировать волнения среди рабочих на военных предприятиях и среди докеров, что выразилось в забастовках в портах в 1916 году, а также диверсия на острове Блэк-Том в Джерси-Сити, Нью-Джерси. В марте 1917 года благодаря усилиям Янке был взорван склад боеприпасов в Сан-Франциско.
После объявления США о вступлении в войну 6 апреля 1917 года Янке перенёс свою деятельность в Мехико. В соответствии с состоявшимися впоследствии слушаниями в Сенате США в Мехико Янке планировал добиться вступления Мексики в войну против Соединённых Штатов. Финансируемая немцами мексиканская армия численностью в 45 тысяч человек должна была выступить против северного соседа и спровоцировать социально необеспеченное негритянское население на гражданскую войну.
К 1920 году Янке вернулся в Германию. В последующие годы он активно участвовал в деятельности «чёрного рейхсвера». В частности, известно об участии Янке в пассивном противостоянии в Рурской области во время Рурского конфликта. В 1923 году Янке в качестве представителя «чёрного рейхсвера» присутствовал на конференции у Людендорфа в Мюнхене с участием Гитлера, Шойбнера-Рихтера и Стеннеса.
В 1930-е годы Янке владел частным разведывательным бюро, которое во второй половине десятилетия вошло в состав аппарата Рудольфа Гесса. Отчёты бюро Янке предоставлялись в военное министерство, Гитлеру, Гессу, Лутце и в гестапо. 26 апреля 1940 года агентство закрылось по указанию Гитлера. После перелёта Гесса в Шотландию архивы Янке были конфискованы гестапо, а он сам получил запрет на ведение какой-либо разведывательной деятельности. Тем не менее, Шелленберг утверждал в своих мемуарах, что в последующие годы Янке привлекался к работе в качестве консультанта. Позднее СС разоблачили Янке как британского агента, от ареста Янке сбежал в Швейцарию. В конце войны Янке с женой были задержаны СМЕРШем. После допросов Янке в конце апреля — начале мая 1950 года был расстрелян в Москве.